# Dealz
Dealz is een keten van discountwarenhuizen die actief is in Polen, Ierland en het eiland Man. De keten staat bekend als de "Europese versie van Poundland" en wordt gerund door hetzelfde moederbedrijf, de Pepco Group. Het biedt een reeks algemene handelsproducten aan, waarvan de meeste tegen een vaste prijs in Poolse zloty, euro en pond sterling worden verkocht.
Tot 2023 was het merk ook actief in verschillende andere Europese landen, waaronder Spanje en Frankrijk, maar het is geleidelijk aan uitgefaseerd ten gunste van snel uitbreidende Pepco-winkels met "een focus op grotere winkels die naast kleding en algemene handelswaar ook een snel bewegend productassortiment aanbieden", aldus voormalig Pepco-CEO Trevor Masters.

## Geschiedenis
De eerste twee Dealz-winkels werden in september 2011 geopend in Blanchardstown en Portlaoise, en in september 2013 was de keten uitgebreid tot 28 winkels. Er werden ook extra Dealz-winkels geopend op eilanden voor de kust van Groot-Brittannië: één in Douglas, Isle of Man en één in Kirkwall, Orkney. Dealz breidde uit naar deze Britse eilanden omdat het Poundland-producten aanbood voor £1 en £1,20. In september 2012 werd er een winkel geopend in Kirkwall, maar op 26 mei 2018 werd dit een Poundland/ Pep&amp;Co-winkel.
In 2022 begon een proef in Ierland, waarbij een aantal Dealz-winkels werden omgevormd tot Pepco.
Er waren in 2022 meer Dealz-winkels in Polen dan in Ierland.
Het logo van Dealz dat lijkt op Poundland is in Polen volledig uitgefaseerd, maar wordt in Ierland vanaf maart 2024 nog wel gebruikt in de meeste winkels en op de officiële website van het bedrijf. Het nieuwe logo is al in verschillende winkels te zien. De eerste winkel die van logo is veranderd, is de winkel in Mullingar.

### Euroland
Er werd besloten dat de naam 'Euroland' niet zou worden gebruikt, omdat hiermee de impact van de prijsvolatiliteit in de regio werd vermeden en omdat potentiële klanten de naam niet leuk vonden tijdens de Europese schuldencrisis. Bovendien bestond er in Nederland al een winkelketen met 45 winkels met de naam "Euroland", waardoor het lastig was om de naam te gebruiken. In plaats van dat alles dezelfde prijs heeft, zoals in het huidige Poundland-model, zullen er verschillende prijzen zijn. Naast het aanbieden van de Poundland-mix van bekende merken zoals Kelloggs, Cadbury's en Kodak, zullen de winkels ook lokaal geproduceerde producten verkopen, waaronder melk, eieren en chips. In juli 2014 opende Poundland zijn eerste winkel in Torremolinos, Spanje, onder de naam Dealz España. 